# 原硅酸钠
原硅酸钠（Sodium orthosilicate）是一种无机化合物，化学式为Na
4SiO
4。它是钠的硅酸盐之一，是原硅酸盐，形式上是不稳定的原硅酸（H
4SiO
4）的盐。  

## 用途
原硅酸钠被认为是油田水驱中的界面张力降低添加剂，用于提高油的提取率。在实验室环境中，发现它对于某些类型的油比氢氧化钠更有效。 
原硅酸钠已发现可形成稳定的铁和钢的表面高铁酸盐薄膜作为抗腐蚀处理。

## 自然矿存
在自然界中未发现原硅酸钠。然而，最近在科拉半岛发现了化学上相关的矿物chesnokovite，二钠盐[Na+
]2[SiO
2(OH)2−
2]·8H
2O。